# Klinik (Band)
Klinik ist ein Elektronik-/Industrial-EBM-Projekt aus Belgien, das zu Beginn der 1980er Jahre von Marc Verhaeghen, der das einzige ständige Mitglied ist, gegründet wurde.

## Geschichte
Zunächst bestand The Klinik nur aus Verhaeghen alleine. 1985 schloss er sich mit Dirk Ivens und Eric van Wonterghem (Absolute Body Control) und Sandy Nijs zur „Supergroup“ Absolute Controlled Clinical Maniacs zusammen. Dieser sperrige Name wurde bald wieder aufgegeben und man nannte sich nur noch The Klinik. Sandy Nys und Eric van Wonterghem verließen die Band bald wieder (letzterer rief zusammen mit dem ehemaligen Vomito Negro-Mitglied Mario Vaerewijck das Projekt Insekt ins Leben), sodass nur das Duo Dirk Ivens und Marc Verhaeghen übrig blieb, aus dem The Klinik in der erfolgreichsten Phase der Band Ende der 1980er Jahre bestand.
The Klinik machten sich einen Namen wegen ihres kalten, rauen Elektronik-Sounds und ihrer Liveshows, bei denen beide Musiker ihre Köpfe mit Mullbinden umwickelten, lange schwarze Ledermäntel trugen oder ihre Oberkörper mit Fadenkreuzen bemalten. Typisch waren außerdem die minimalistischen Texte, die Ivens mit verzerrter Stimme vortrug, sowie der Synthesizer-Sound und der sporadische Einsatz elektronisch verzerrter Trompeten durch Verhaeghen. Nach dem Album Time (1991), mit dem beide nicht zufrieden waren, trennte man sich aufgrund kreativer Differenzen. Ivens konzentrierte sich auf sein Projekt Dive; Verhaeghen machte unter dem Namen Klinik weiter, mal als Soloprojekt mal mit Unterstützung diverser Gastmusiker. Seit 2004 kann die Musik von Klinik als Ambient mit Techno-Einflüssen am zutreffendsten umschrieben werden. Die Split-Alben zusammen mit Vidna Obmana tendieren verstärkt in Richtung Dark Ambient.
Alle Mitglieder von The Klinik waren auch an anderen musikalischen Projekten beteiligt. Ivens spielte außer bei den bereits erwähnten Absolute Body Control und Dive bei Sonar und Blok 57, Eric van Wonterghem spielte außerdem bei Bands wie Insekt, Monolith sowie ebenfalls bei Dive und Sonar. Sandy Nys gründete, nachdem er 1986 bei The Klinik ausgeschieden war, die Band Hybrids, die heute noch besteht. Verhaeghen war von allen wohl bei den bekanntesten Nebenprojekten engagiert, so bei Noise Unit (mit Bill Leeb und Rhys Fulber von Front Line Assembly), D.Sign (mit Philippe Fichot und Eliane P. von Die Form) und X10 (mit Niki Mono, Marc Ickx von A Split Second und Vidna Obmana). Ferner veröffentlichte er zusammen mit seiner Frau, Sabine Voss, die CD Zentese unter dem Projektnamen Para.
2005 veröffentlichte Marc Verhaeghen zusammen mit Vidna Obmana, mit dem er schon zuvor zusammengearbeitet hatte, unter dem Namen Klinik 7 Vidna Obmana die CD Gluttony, die den Auftakt zu einer siebenteiligen Serie (7 Deadly Sins) darstellt. Am 23. Oktober 2006 erschien der zweite Teil der Reihe, Klinik 7 Vidna Obmana – Greed.
Am 31. Oktober 2007 veröffentlichte Verhaeghen die Best-Of-Doppel-CD Nineties auf Hands Productions. CD 1 enthält die kompletten Tracks der Alben Contrast und der limitierten Live CD von 1993. CD 2 enthält die besten Tracks der Zoth Ommog und Off Beat Alben To The Knife, Stitch, Awake und Blanket of Fog. Eine weitere Best-Of-Doppel-CD, Projects auf Hands Productions, folgte Anfang Februar 2008, die 33 Tracks der Projekte von Verhaeghen aus den Jahren 1989–1992 beinhaltet (elf Songs von Noise Unit, zehn Songs von X10, neun Songs von Para, drei Songs von D.Sign).

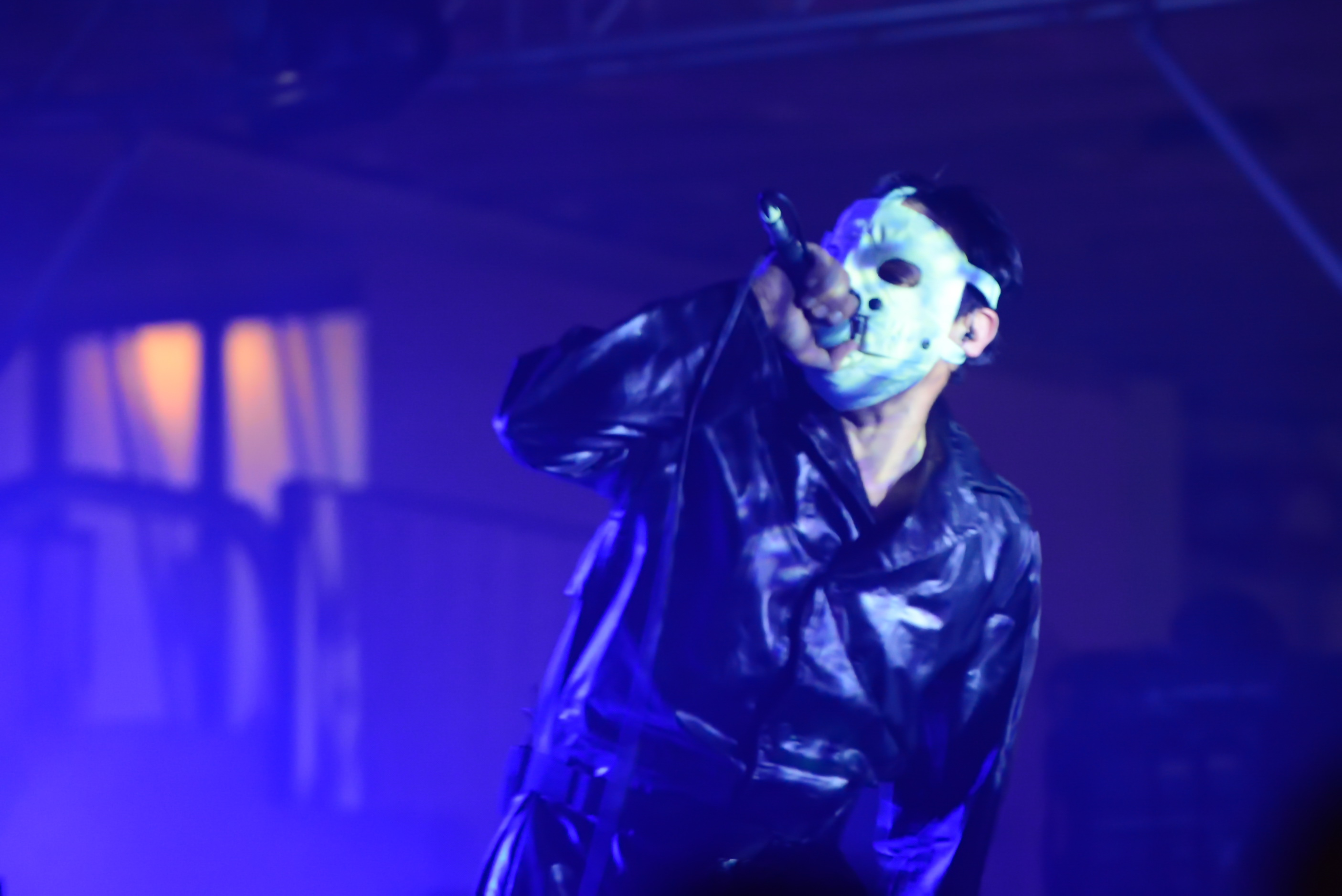
Dirk Ivens mit Klinik beim Amphi 2013

Seit 2003 spielen Ivens und Verhaeghen wieder Konzerte zusammen, um den „klassischen“ The Klinik-Sound der 80er Jahre live zu präsentieren. Der Mitschnitt eines dieser Konzerte erschien im September 2004 auf CD. Bei dem Auftritt auf dem Amphi Festival 2008 wurden erstmals zwei neue Songs vorgestellt, die wieder gemeinsam von Ivens und Verhaeghen stammen. Nach 22 Jahren erscheint die erste neue gemeinsame CD bzw. limitierte LP mit dem Titel "Eat Your Heart Out" im März 2013.
Bei dem Auftritt auf dem Tinitus Festival in Stockholm am 11. April 2009 wurde Marc Verhaeghen aufgrund gesundheitlicher Probleme durch Peter Mastbooms, auch als DJ Borg und durch Vomito Negro bekannt, ersetzt. Ein kurz danach stattfindendes Konzert in Berlin wurde abgesagt. Wenig später wurde auf der offiziellen Website von Dirk Ivens bekannt gegeben, dass Marc auch zukünftig aufgrund gesundheitlicher Probleme keine Live-Auftritte durchführen wird, sondern ausschließlich Musik in seinem Heimstudio produziert. Zukünftige Live-Auftritte werden mit Peter Mastbooms durchgeführt, der dann sowohl für die Musik, als auch für die Visualisierung verantwortlich ist.
Am 27. Dezember 2014 spielte das Duo Ivens und Mastbooms das letzte Konzert in diesem Line-Up. Ursprünglich sollte dieser Auftritt das (erneute) Ende von The Klinik sein, 2017 veröffentlichte Verhaeghen allerdings zusammen mit Mark Burghgraeve, der wieder als Sänger fungiert, das Album Reset, das nur digital auf u. a. Bandcamp erschien.

## Diskografie (Auswahl)
Alben
- 1985: Sabotage
- 1986: De Fabriek
- 1986: Walking with Shadows
- 1987: Plague
- 1988: Face to Face
- 1989: Klinik - Box
- 1991: Time
- 1992: Contrast
- 1993: Klinik - Live
- 1995: Stitch
- 1995: To the Knife
- 1996: Awake
- 1998: Blanket of Fog
- 2002: Sonic Surgery
- 2003: Akhet
- 2004: Dark Surgery
- 2004: Live at Wave-Gotik-Treffen 2004
- 2005: Klinik 7 Vidna Obmana - Gluttony
- 2006: Klinik 7 Vidna Obmana - Greed
- 2013: Eat Your Heart Out
- 2014: The Klinik 84  91
- 2017: Reset (nur digital veröffentlicht)

Singles und EPs
- 1986: Pain and Pleasure
- 1987: Fear
- 1989: Fever
- 1989: Insane Terror
- 1990: Black Leather

Kompilationen
- 1987: Melting Close + Sabotage
- 1988: The Klinik
- 1989: Face to Face - Fever
- 1990: Black Leather
- 1991: States
- 1996: Forma Tadre, Covenant, Klinik, Dementia Simplex - The O-Files
- 2001: End of the Line
- 2007: Nineties
- 2008: Projects[1]